# Shep's Race with Death
Shep's Race with Death er en amerikansk stumfilm fra 1914 af Jack Harvey.